# Războiul latin
Războiul latin (340 î.Hr. - 338 î.Hr.) a fost un conflict între Republica Romană și vecinii săi, popoarele latine din Italia antică. Acest război s-a încheiat cu dizolvarea Ligii Latine și încorporarea teritoriului său sub sfera romană de influență, latinii câștigând drepturi parțiale și diferite nivele de cetățenie.